# Palazzo Vescovile (Potenza)
Il Palazzo Vescovile di Potenza è la residenza del vescovo dell'Arcidiocesi di Potenza-Muro Lucano-Marsico Nuovo e sede della relativa Curia. Si trova nel centro storico in largo Duomo, a sinistra della Cattedrale di San Gerardo.

## Storia
Il palazzo venne fatto costruire per volere del vescovo di Potenza Andrea Caracciolo, in carica dal 1616 al 1623, e fu completato tra il XVII ed il XVIII secolo. Nel 1799 fu il teatro del brutale assassinio del vescovo e intellettuale Giovanni Andrea Serrao per mano dei sanfedisti che si opponevano ai giacobini durante i moti del 1799.
L'edificio ha subito diversi interventi di manutenzione e restauro conservativo: il primo all'inizio del XX secolo, durante l'episcopato dei vescovi Monterisi prima e Razzoli poi; il secondo tra il 1947 e il 1950, con il vescovo Bertazzoni, a seguito della distruzione del palazzo a causa dei bombardamenti occorsi durante il secondo conflitto mondiale; il terzo voluto dal vescovo Vairo dopo i danni dovuti al terremoto del 1980.

## Architettura
Il palazzo, realizzato in muratura portante in pietra locale, è un'imponente struttura su pianta rettangolare che nel passato fungeva anche da cinta muraria poiché si sviluppava lungo la strada extramurale. Nonostante i restauri subiti nel corso del tempo, l'edificio conserva invariato il suo aspetto architettonico originale. Il prospetto frontale si presenta in pietra a faccia vista, con un portale sormontato da un cornicione con lo stemma vescovile di Augusto Bertazzoni retto da una coppia di lesene; lungo il cornicione si estende una finestra-balcone con architrave in pietra sagomata. Al piano terra si trovano l'atrio di ingresso, gli uffici della Curia ed il vestibolo che custodisce alcuni dei beni artistici del palazzo; al primo piano si trovano gli alloggi vescovili ed una pregevole cappella per uso interno; l'ultimo piano è interamente occupato da piccoli appartamenti.

## Beni artistici

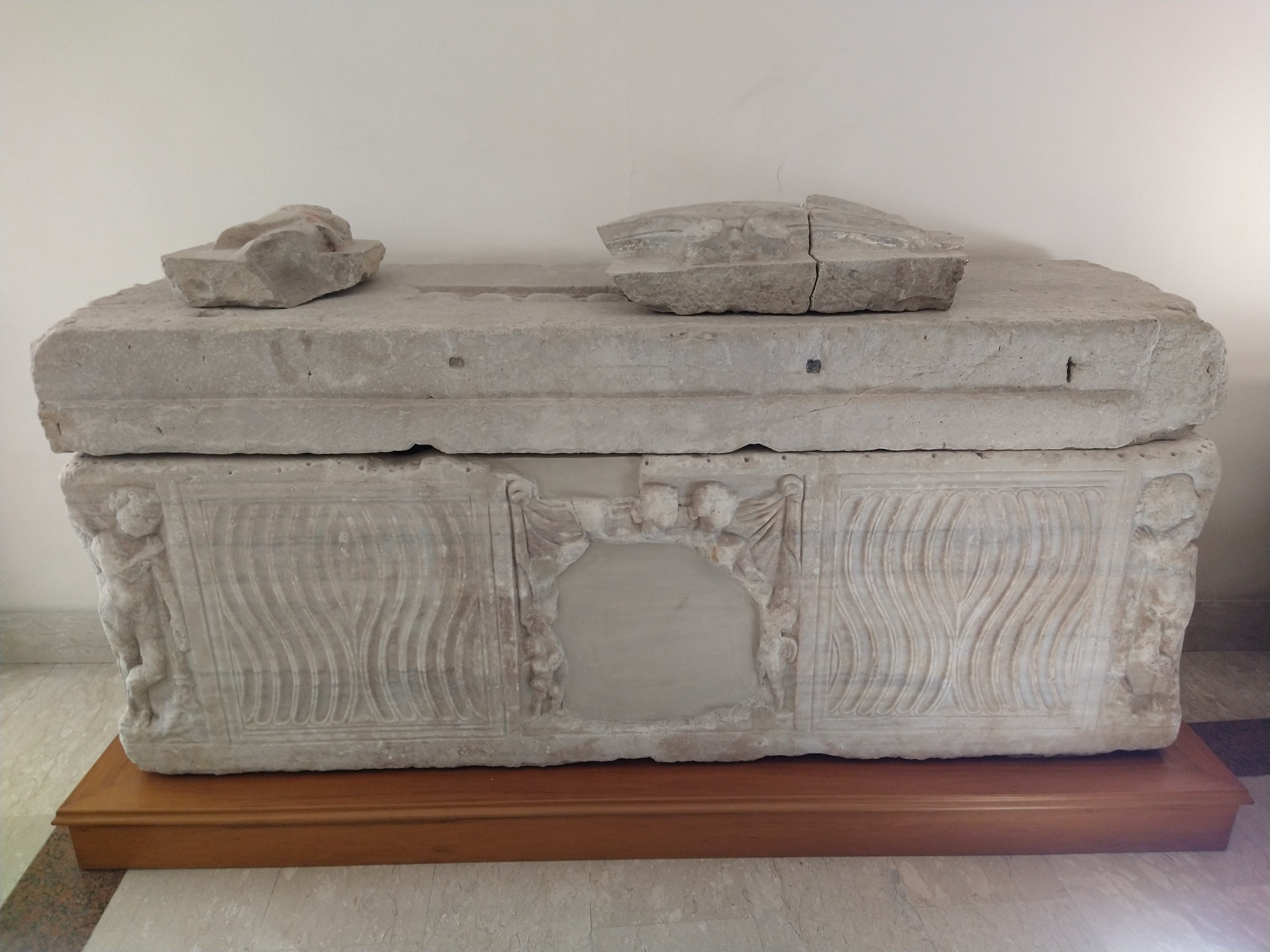
Sarcofago di San Gerardo databile tra il II ed il III secolo, custodito nel Palazzo Vescovile di Potenza

Il palazzo vescovile conserva il sarcofago che in passato custodiva le spoglie del vescovo San Gerardo di Potenza. Il sarcofago, di marmo strigliato, databile tra II e III secolo, presenta ai suoi angoli due eroti con due fiaccole rivolte verso il basso in segno di lutto, mentre nel riquadro centrale sono scolpite le figure delle tre grazie. Nello stesso vestibolo in cui si trova il sarcofago è situato anche una statua del Sacro Cuore di Gesù. La cappella del primo piano ospita un altare in marmo policromo proveniente dalla chiesa di San Francesco e un crocifisso in maiolica su struttura in legno con decorazioni dorate, entrambi opera di Francesco Carbotti.